# Yes I Can
«Yes I Can» es una canción grabada por la cantante galesa Bonnie Tyler. Fue escrito por Bill DiLuigi y Hannah McNeil, y fue producido por David Mackay y Patrick Schmiderer. Fue lanzado como sencillo el 1 de enero de 2025.

## Antecedentes y lanzamiento
En abril de 2023, Bonnie Tyler declaró que planeaba grabar más música, luego del lanzamiento de su último álbum The Best Is Yet to Come (2021). En diciembre de 2024, la cantante le reveló a schlagerpuls.de que estrenaría una nueva canción en vivo en un programa de televisión de Nochevieja en Alemania. Más tarde se reveló que el evento fue Silvester-Schlagerbooom 2025. Ella le dijo a Abendzeitung que planea lanzar un segundo sencillo a tiempo para su Just Live Tour en mayo de 2025.

## Desempeño comercial
Un día después de su lanzamiento, «Yes I Can» entró en el ranking suizo de iTunes en el puesto número 39.

## Créditos y personal
Créditos adaptados de YouTube Music.
- Bonnie Tyler – voz
- David Mackay – productor, ingeniero de grabación, sintetizador, percusión adicional, coros
- Patrick Schmiderer – productor, ingeniero de grabación, ingeniero de mezcla, sintetizador, percusión adicional
- Christopher Kaufmann – guitarra
- Bob Jenkins – batería
- Miriam Stockley – coros
- Rod Houison – Ingeniero vocal de Miriam Stockley